# مایکل رودریگز (ژیمناست آکروباتیک)
مایکل رودریگز (ژیمناست آکروباتیک)  (به انگلیسی: Michael Rodrigues (acrobatic gymnast)) ژیمناست زادهٔ ۳۱ اوت ۱۹۸۲ میلادی اهل کشور ایالات متحده آمریکا است.